# بيير غوثير
بيير غوثير هو سياسي كندي، ولد في 31 أغسطس 1894 في ديشامبو غروندين في كندا، وتوفي في 6 يوليو 1972 في مونتريال في كندا. حزبياً، نشط في الحزب الليبرالي الكندي وحزب كيبيك الليبرالي. وقد انتخب عضو الجمعية الوطنية في كيبك ‏ وانتخب عضو مجلس العموم الكندي.